# Grb Občine Puconci
Grb Občine Puconci je upodobljen na ščitu, katerega osnovni barvi sta zelena in rumena. Zgornje rumeno polje predstavlja Ravensko, žitni klas, ki se dviga po vertikali sredine ščita pa ponazarjata širino in bogastvo rodovitnih polj. Bela pasica s črnimi konturami razmejuje rumeno polje od spodnjega zelenega in predstavlja stičišče dveh pokrajin. Spodnja ploskev je zelena in ponazarja hribovit gorički svet z vinogradi, sadovnjaki in gozdovi. Oranžna barva v žitnem klasu in nepravilnem polkrogu pod njim pa simbolizira sonce in toplino pokrajine. Rdeče jabolko v spodnjem delu grba poudarja močno razvito sadjarstvo s stoletno tradicijo. Obenem je jabolko simbol prijateljstva med vsemi ljudmi dobre volje.